# Walter Pires
Walter Pires de Carvalho e Albuquerque GOA (Paranaguá, 6 de junho de 1915 — 14 de agosto de 1990) foi um general-de-exército brasileiro, ministro do Exército no governo de João Figueiredo.

## Biografia
Filho do General Heitor Pires de Carvalho e Albuquerque e Aline Loyola Pires e Albuquerque, sendo descendente da Casa da Torre de Garcia D'Avila, polo da Nacionalidade Brasileira.
Praça de 10 de março de 1934, graduou-se aspirante-a-oficial de cavalaria em 11 de janeiro de 1937, na Escola Militar do Realengo. Promovido a Capitão em 25 de dezembro de 1944, realizou o curso da Escola de Aperfeiçoamento de Oficiais. Em seguida, fez o Curso Avançado de Blindados em Fort Knox, nos Estados Unidos da América.
Ascendeu ao posto de Major em 25 de outubro de 1951 e depois diplomou-se pela Escola de Comando e Estado-Maior do Exército, onde posteriormente exerceu a função de instrutor por mais de 7 anos. Foi promovido a Tenente-Coronel em 25 de abril de 1958. 
Militante anti-getulista, em 1952 participou das desordens que levaram à queda do ministro Estillac Leal e do presidente Carlos Luz em 1955. Como tenente-coronel fez parte do Serviço Federal de Informações e Contrainformação, sob o comando do coronel Ednardo D'Ávila Mello.

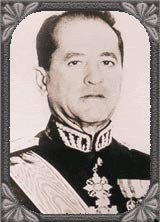
Foto do General Walter Pires existente na sala do Alto Comando do Exército

Na Escola Superior de Guerra, realizou os cursos de Estado-Maior e Comando das Forças Armadas e Superior de Guerra. Foi Chefe do Estado-Maior do Destacamento Tiradentes (tropa que se deslocou de Minas Gerais para o Rio de Janeiro nos dias 31 de março e 1º de abril de 1964).
Coronel em 25 de abril de 1964, comandou o 3.º Regimento de Cavalaria Mecanizado, em Bagé, foi Chefe do Estado-Maior da 1ª Região Militar e Chefe de Gabinete do Departamento-Geral do Pessoal, ambos no Rio de Janeiro.
Ao ser promovido a General de Brigada em 25 de março de 1969, comandou a então 2ª Divisão de Cavalaria (hoje 2ª Brigada de Cavalaria Mecanizada) em Uruguaiana. Depois, foi Diretor-Geral do Departamento de Polícia Federal, em Brasília. Em seguida, foi designado Comandante da então Divisão Blindada, no Rio de Janeiro, que durante seu comando passaria a se chamar 5ª Brigada de Cavalaria Blindada.
A 18 de Julho de 1972 foi feito Grande-Oficial da Ordem Militar de Avis de Portugal.
Ascendeu a General de Divisão em 31 de julho de 1974, exercendo os cargos de Subchefe do Estado-Maior do Exército, em Brasília, e Comandante da 1ª Divisão de Exército, no Rio de Janeiro.
Ao ser promovido a General de Exército em 31 de março de 1978, foi designado Chefe do Departamento de Material Bélico. Por meio de Decreto Presidencial de 15 de março de 1979, foi nomeado para o cargo de Ministro de Estado do Exército, função que exerceu por 6 anos.

## Homenagens
O Centro de Instrução de Blindados General Walter Pires, unidade de ensino do Exército localizada em Santa Maria (Rio Grande do Sul), possui esse nome histórico em sua homenagem. A Portaria Ministerial número 656, de 11 de outubro de 1996, instituiu essa denominação.